# 2795 Lepage
2795 Lepage (1979 YM) là một tiểu hành tinh vành đai chính được phát hiện ngày 16 tháng 12 năm 1979 bởi H. Debehogne ở La Silla.